# منطقه حفاظت‌شده کروگی
منطقه حفاظت‌شده کروگی (به لاتین: Korugi Managed Reserve) یک منطقه حفاظت‌شده در گرجستان است که در ساگارجو واقع شده‌است.